# Pataphore
La pataphore ((en) pataphor) est une métaphore exceptionnellement élargie inventée par l'auteur américain Paul Lopez. De même qu'Alfred Jarry définit que la ’Pataphysique « s'étend aussi loin au-delà de la métaphysique que la métaphysique au-delà de la physique », une pataphore crée une expression qui existe aussi loin de la métaphore que la métaphore s'étend elle-même au-delà du langage non figuré.

## Exemple
« La lune s'est levée au-dessus de la mer où les pirates ont navigué. La lune était un bol de lait, bu par un chat, le chat d'Axelle ».
1. La lune, ainsi que les pirates et la mer existent en réalité.
2. Le bol de lait existe dans la métaphore.
3. Le chat, comme Axelle, et le monde où ils vivent existent dans la pataphore.

## Histoire
Sans doute, le mot « pataphor » a été employé par d'autres pour signifier d'autres choses. Comme concept spécifique, il a été publié d'abord dans Closet 'Pataphysics (La Nouvelle-Orléans, 1990) et Pataphors (Université de Hollins, 1994). M. Lopez a également affirmé que les concepts tels que la théorie des cordes constituent un genre de pataphore mathématique, en tant que ces concepts correspondent à la notion pataphysique de la "supposition établie sur la supposition". En d'autres termes, car la théorie des cordes est spéculation basée sur les idées qui sont elles-mêmes spéculatives (dans ce cas, les théories de relativité générale et la mécanique quantique), la théorie des cordes n'est pas en fait physique, mais pataphysique.
Les Carnets du Collège de ’Pataphysique n°22 (décembre 2005) donnent une série d'exemples de pataphores littéraires illustrées photographiquement.

## Référence
1. ↑  (en)  sur changingminds.org